# ReStructuredText
reStructuredText (сокращение: ReST, расширение файла: .rst) — облегчённый язык разметки. Хорошо применим для создания простых веб-страниц и других документов, а также в качестве вспомогательного языка при написании комментариев в программном коде. Используется в системе подготовки технической документации Docutils, написанной в основном Дэвидом Гуджером (David Goodger). reStructuredText можно считать потомком легковесных систем разметки StructuredText и Setext. Парсер reStructuredText поддерживает достаточное количество конечных форматов,
в том числе PDF, HTML, ODT, LaTeX и формат презентаций S5.
Система документирования Sphinx, написанная для нужд документирования языка программирования Python на сайте docs.python.org и построенная на базе Docutils, применяется уже в нескольких десятках проектов. ReST является одним из языков разметки, используемых на github, в частности, для README-файлов. Формат имеет статус экспериментального в проекте «Гутенберг».

## История
Джим Фултон, создатель Zope, придумал язык разметки StructuredText, напоминающий упрощённую разметку WikiWikiWeb. Проблемы StructuredText привели к созданию Дэвидом Гуджером языка разметки, названного ReStructuredText. При создании преследовались следующие цели:
- Удобочитаемость
- Ненавязчивость
- Однозначность
- Отсутствие сюрпризов
- Интуитивность
- Простота
- Масштабируемость
- Выразительная мощность
- Языковая нейтральность
- Расширяемость
- Независимость от выходного формата

В результате в 2002 году появился PEP 287 (англ. Python enhancement proposal — предложение по развитию Python) с описанием ReStructuredText.

## Пример синтаксиса
```
 ==================
 Название документа
 ==================
 
 Заголовок
 ---------
 
 Какой-нибудь простой текст, *текст курсивом*, **текст жирным шрифтом** и ссылка_:
 
 * элемент маркированного списка
 * элемент маркированного списка
 
 1. Первый элемент нумерованного списка
 2. Второй элемент нумерованного списка

 .. figure:: 
http://upload.wikimedia.org/wikipedia/commons/f/f6/Wikipedia-logo-v2-ru.png

 
     Логотип русской Википедии 
 
 .. _ссылка: 
http://ru.wikipedia.org
```

Разметка строк документации (внутри утроенных кавычек) в коде на Python:
```
class
 
Keeper
(
Storer
):

    
"""

    Keep data fresher longer.

    Extend `Storer`.  Class attribute `instances` keeps track

    of the number of `Keeper` objects instantiated.

    """

    
instances
 
=
 
0

    
"""How many `Keeper` objects are there?"""

    
def
 
__init__
(
self
):

        
"""

        Extend `Storer.__init__()` to keep track of

        instances.  Keep count in `self.instances` and data

        in `self.data`.

        """

        
Storer
.
__init__
(
self
)

        
self
.
instances
 
+=
 
1

        
self
.
data
 
=
 
[]

        
"""Store data in a list, most recent last."""

...

```